# São Carlos do Ivaí
São Carlos do Ivaí is een gemeente in de Braziliaanse deelstaat Paraná. De gemeente telt 5.990 inwoners (schatting 2009).

## Aangrenzende gemeenten
De gemeente grenst aan Floraí, Japurá, Paraíso do Norte, São Jorge do Ivaí, São Manoel do Paraná, São Tomé en Tamboara.